# 屯鹿紫金牛
屯鹿紫金牛（学名：Ardisia brevicaulis），又名短茎紫金牛，为报春花科紫金牛属下的一个种。

## 变种
- 屯鹿紫金牛（A. brevicaulis var. brevicaulis，原变种）
- 锦花九管血（A. brevicaulis var. violacea）

## 扩展阅读
- 維基物種上的相關：屯鹿紫金牛

[在维基数据编辑]
 《植物名實圖考·九管血》，出自吳其濬《植物名實圖考》